# Classe Esploratore
Le unità della classe Esploratore sono pattugliatori costieri della Marina Militare Italiana che sono stati destinati ad operare nel Mar Rosso nel X Gruppo Navale Costiero.

## Caratteristiche
Le unità che hanno un equipaggio di solo 14 effettivi, di cui 2 Ufficiali e 12 Sottufficiali, Sottocapi e Comuni, sono state concepite privilegiando al massimo la semplicità e l'economicità di impiego, per essere utilizzate in missioni di pattugliamento in una fascia di mare estesa fino a 60/80 miglia dalla costa quali il supporto ad operazioni di mantenimento della pace e di cooperazione internazionale e in missioni per fronteggiare emergenze quali la lotta all'immigrazione clandestina o di contrasto a traffici illeciti.
La propulsione è costituita da due motori diesel Isotta Fraschini M-712-T2 collegati a due assi con eliche a passo variabile che con una Potenza di 2795 KW (3748,16 HP) consentono alle unità della classe di raggiungere una velocità di 20 nodi con un'autonomia di 1200 miglia, mentre due gruppi alternatori da 135Kw forniscono l'energia elettrica necessaria ai servizi di bordo.
L'armamento è costituito da una mitragliera da 20 mm Oerlikon con una predisposizione per due mitragliatrici da 7.62mm, mentre l'elettronica di bordo è costituita da un radar di scoperta di superficie e un radar di navigazione.

## Unità
La classe è costituita da quattro unità, tre delle quali costruite nei Cantieri Istria di Cadimare ed una realizzata nei cantieri Siman di La Spezia.
La tre unità realizzate nel Cantiere navale di Cadimare, insieme a tre catamarani in alluminio per il trasporto passeggeri nei laghi lombardi, sono state le ultime realizzazioni effettuate nello stabilimento, che nel 1998 ha chiuso i battenti a causa delle sopravvenute incompatibilità delle lavorazioni con il vicinissimo centro abitato; dove sorgeva il cantiere navale adesso c'è una piazza.
I pattugliatori della classe “Esploratore” sono stati dislocati sin dalla loro entrata in servizio di base a Sharm el-Sheikh, nell'ambito della “Multinational Force and Observers” istituita nel 1982 e che ha visto la Marina Militare impegnata, da tale data per la missione di sorveglianza per verificare il rispetto degli accordi di Camp David e del Trattato di pace israelo-egiziano del 1979 che prevedono la libera circolazione nelle acque del Golfo di Aqaba e degli Stretti di Tiran considerate vie marittime internazionali.
Le unità della classe Esploratore hanno progressivamente sostituito in tale missione le unità della Classe Bambù, vecchi dragamine della Classe Legni che erano stati trasformati in pattugliatori.
| Marina Militare Classe Esploratore | Marina Militare Classe Esploratore | Marina Militare Classe Esploratore | Marina Militare Classe Esploratore | Marina Militare Classe Esploratore | Marina Militare Classe Esploratore | Marina Militare Classe Esploratore |
| Matricola                          | Nome                               | cantiere                           | Impostazione                       | Varo                               | Consegna                           | ITU                                |
| ---------------------------------- | ---------------------------------- | ---------------------------------- | ---------------------------------- | ---------------------------------- | ---------------------------------- | ---------------------------------- |
| P 405                              | Esploratore                        | Istria Cadimare                    | 14 febbraio 1995                   | 4 novembre 1996                    | 14 luglio 1997                     | I A S L(India-Alfa-Sierra-Lima)    |
| P 406                              | Sentinella                         | Istria Cadimare                    | 14 febbraio 1995                   | 13 novembre 1997                   | 10 luglio 1998                     | I A S E(India-Alfa-Sierra-Echo)    |
| P 407                              | Vedetta                            | Istria Cadimare                    | 14 febbraio 1995                   | 11 gennaio 1997                    | 20 luglio 1999                     | I A V E(India-Alfa-Victor-Echo)    |
| P 408                              | Staffetta                          | Siman La Spezia                    | 24 maggio 1997                     | 12 gennaio 2001                    | 6 luglio 2005                      | I A S T(India-Alfa-Sierra-Tango)   |

### Esploratore
Dopo essere stata consegnata alla Marina Militare ed aver condotto una fase di addestramento preliminare, l'unità è stata ridislocata il 20 marzo 1998, a Durazzo in Albania, nell'ambito del 28º Gruppo Navale per la missione Alba II, insieme al cacciamine Numana e al pattugliatore di squadra Bersagliere. Al termine di una successiva fase di addestramento e di un periodo di lavori di fine garanzia e dopo aver ricevuto la “Bandiera di Combattimento” è salpata, il 14 novembre 1998, alla volta di Sharm el Sheikh, dove è giunta il 27 novembre, innalzando il mattino del 3 dicembre 1998 la bandiera della M.F.&O. rilevando Nave "Mogano".
Il motto dell'unità è: "Vindex post fata resurgo"

### Sentinella

Il Pattugliatore "Sentinella" impegnato nel Mar Rosso.

Dopo la consegna alla Marina Militare la nave ha condotto una fase di addestramento preliminare presso la base di Taranto, prendendo parte dal 25 febbraio al 18 settembre 1999 alle operazioni di controllo dell'immigrazione clandestina in Adriatico, sostando nei porti di Brindisi e Ancona e in quelli albanesi di Durazzo e San Nicolò. Dopo il rientro nella sede di assegnazione di La Spezia, a novembre del 1999 la nave è stata assegnata alla missione MFO, sostando durante il trasferimento verso l'Egitto nei porti di Taranto, Suda e Porto Said, giungendo il 20 novembre 1999 a Sharm el Sheikh avendo percorso complessivamente durante il trasferimento 1900 miglia.
Da allora oltre a svolgere la sua attività di pattugliamento nell'ambito della Multinational Force and Observers, la nave è stata coinvolta in diverse missioni di soccorso:
- 11 agosto 2001 - partecipazione alle operazioni SAR a favore dell'imbarcazione "The Rock";
- 13 dicembre 2003, partecipazione alle operazioni SAR a favore dell'imbarcazione "Naama";
- 3 gennaio 2004, partecipazione alle operazioni SAR a favore del velivolo della compagnia "Flash Air" precipitato nelle acque antistanti Sharm el Sheikh;
- 3 - 5 febbraio 2006 - partecipazione all'operazione di ricerca e soccorso in seguito all'affondamento, nelle acque del Mar Rosso, del traghetto “El Salam Boccaccio 98”, durante la quale la Neve "Sentinella" ha tratto in salvo due naufraghi.

Il motto dell'unità è: "All'erta sto"

### Vedetta
La sua costruzione è avvenuta negli stabilimenti Istria-CLEMNA di Cadimare. La nave, impostata sugli scali il 14 febbraio 1995 e varata l'11 gennaio 1997 è stata consegnata alla Marina Militare Italiana il 29 luglio 1999, raggiungendo il golfo di Aqaba nel febbraio 2001. L'unità ha partecipato nel febbraio 2006 alle operazioni di ricerca e soccorso dei naufraghi del traghetto “El Salam Boccaccio 98” affondato, nelle acque del Mar Rosso.
Il motto dell'unità è: "Cor meum vigilat"

### Staffetta
La sua costruzione è avvenuta a La Spezia negli stabilimenti Siman di La Spezia e dopo il varo avvenuto il 12 gennaio 2001 ha completato l'allestimento presso l'Arsenale di La Spezia ed è stata consegnata alla Marina Militare il 6 luglio 2005, ricevendo il 23 giugno 2006 la Bandiera di Combattimento nell'Arsenale Militare di La Spezia dai gruppi ANMI di Acireale e Pavia. Nella primavera del 2007 la nave è stata dislocata nel Mar Rosso, raggiungendo il 6 maggio 2007 Sharm el Sheikh per svolgere la sua attività di pattugliamento nell'ambito della missione assegnata al X Gruppo Navale Costiero dalla MFO. Nel luglio 2012 ha cessato l'attività in SINAI per rientrare in Italia e compiere lavori di manutenzione straordinaria. All'atto del rientro, il Comandante della MFO ha voluto insignare la nave del "Certificate of appreciation" per l'ottimo lavoro svolto durante l'intero periodo trascorso nel Mar Rosso. Dallo scorso gennaio, terminati i lavori, la Nave è ridislocata nel porto della Maddalena in Sardegna.
Il motto dell'unità è: "Ubi navis ibi Patria"